# Diego Velázquez
Diego Rodríguez de Silva y Velázquez (6 tháng 6 năm 1599 – 6 tháng 8 năm 1660) là họa sĩ người Tây Ban Nha, ông là họa sĩ đứng đầu tại triều đình của Vua Felipe IV. Ông là họa sĩ theo trường phái chủ nghĩa cá nhân của giai đoạn Barốc đương đại, cũng là một họa sĩ vẽ tranh chân dung quan trọng. Ngoài nhiều bức họa mô tả khung cảnh nổi bật mang tính lịch sử và văn hóa, ông còn vẽ nhiều chân dung của hoàng gia Tây Ban Nha, các nhân vật có tiếng khác ở châu Âu, và cả những người bình dân, đỉnh cao kiệt tác Las Meninas vẽ năm 1656 của ông.
Từ đầu phần tư thế kỷ 19, các tác phẩm hội họa của Velázquez đã là hình mẫu cho những họa sĩ theo hiện thực và ấn tượng, cụ thể là Édouard Manet. Từ đó, những họa sĩ mới hơn, trong đó có Pablo Picasso và Salvador Dalí đều của Tây Ban Nha, cũng như họa sĩ Francis Bacon người Anh-Ireland, đã tưởng nhớ đến Velázquez bằng cách sáng tác lại một số tác phẩm nổi tiếng nhất của ông.

## Các tác phẩm tiêu biểu
- Apolo en la Fragua de Vulcano (1630) - Sơn dầu trên vải, 223 x 290 cm, Museo del Prado, Madrid
- Cristo en casa de Marta y María (1618) - Sơn dầu trên vải, 63 x 103.5 cm, National Gallery, Luân Đôn
- Cristo crucificado (1631) - Sơn dầu trên vải, 248 x 169 cm, Museo del Prado, Madrid
- El Triunfo de Baco (Los borrachos) (1628 - 1629) - Sơn dầu trên vải, 165 x 225 cm, Museo del Prado, Madrid
- Equestrian portrait of Duke de Olivares (1634) - Sơn dầu trên vải, 313 x 239 cm, Museo del Prado, Madrid
- Esopo (1639 - 1640) - Sơn dầu trên vải, 179 × 94 cm, Museo del Prado, Madrid
- Imposición de la casulla a San Ildefonso (1623) - Sơn dầu trên vải, 165 × 115 cm, Museo de Bellas Artes, Sevilla
- Old Woman Frying Eggs (kh. 1618) - Sơn dầu trên vải, 105 × 119 cm, National Gallery, Edinburgh
- La reina Isabel de Borbón a caballo (1629) - Sơn dầu trên vải, 301 x 314 cm, Museo del Prado, Madrid
- Las Hilanderas (The Fable of Arachne) (kh. 1657) -Sơn dầu trên vải, 167 × 252 cm, Museo del Prado, Madrid
- Las Meninas (1656) - Sơn dầu trên vải, 318 × 276 cm
- Mars Resting (1640) - Sơn dầu trên vải, 179 × 95 cm, Museo del Prado, Madrid
- Menipo (1639 - 1640) - Sơn dầu trên vải, 179 × 94 cm, Museo del Prado, Madrid
- Mercury và Argus (1659) - Sơn dầu trên vải, 127 × 248 cm, Museo del Prado, Madrid
- Portrait of Count Duke of Olivares (1624) - Sơn dầu trên vải, 202 x 107 cm, São Paulo Museum of Art, Sao Paulo
- Portrait of Duke de Olivares (1635) - Sơn dầu trên vải, 67 × 54.5 cm, Hermitage Museum, St. Petersburg
- Portrait of Innocent X (kh. 1650) - Sơn dầu trên vải, 141 x 119 cm, Galleria Doria Pamphilj, Roma
- Portrait of Juan de Pareja (1650) - Sơn dầu trên vải, 81.3 x 69.9 cm, Metropolitan Museum of Art, New York City
- Portrait of Mother Jerónima de la Fuente (1620) - Sơn dầu trên vải, 79 x 51 cm, Museo del Prado, Madrid[1][2][3]
- Rokeby Venus (La Venus del espejo, kh. 1648-1651) - Sơn dầu trên vải, 122 × 177 cm, National Gallery, London
- The Surrender of Breda (1633 - 1635) - Sơn dầu trên vải, 307 × 367 cm, Museo del Prado, Madrid
- The Adoration of the Magi (1619) - Sơn dầu trên vải, 203 × 125 cm, Museo del Prado, Madrid
- The Lady with a Fan, (kh. 1638 - 1639) - Oil on wood, 69 x 51 cm, The Wallace Collection, London[1][2][4][5]
- The Lunch (kh. 1617) - Sơn dầu trên vải, 108 x 102 cm, Hermitage Museum, St. Petersburg
- The Waterseller of Seville (kh. 1620) - Sơn dầu trên vải, 105 × 80 cm, Apsley House, London

## Hình ảnh

Las Meninas (1656)
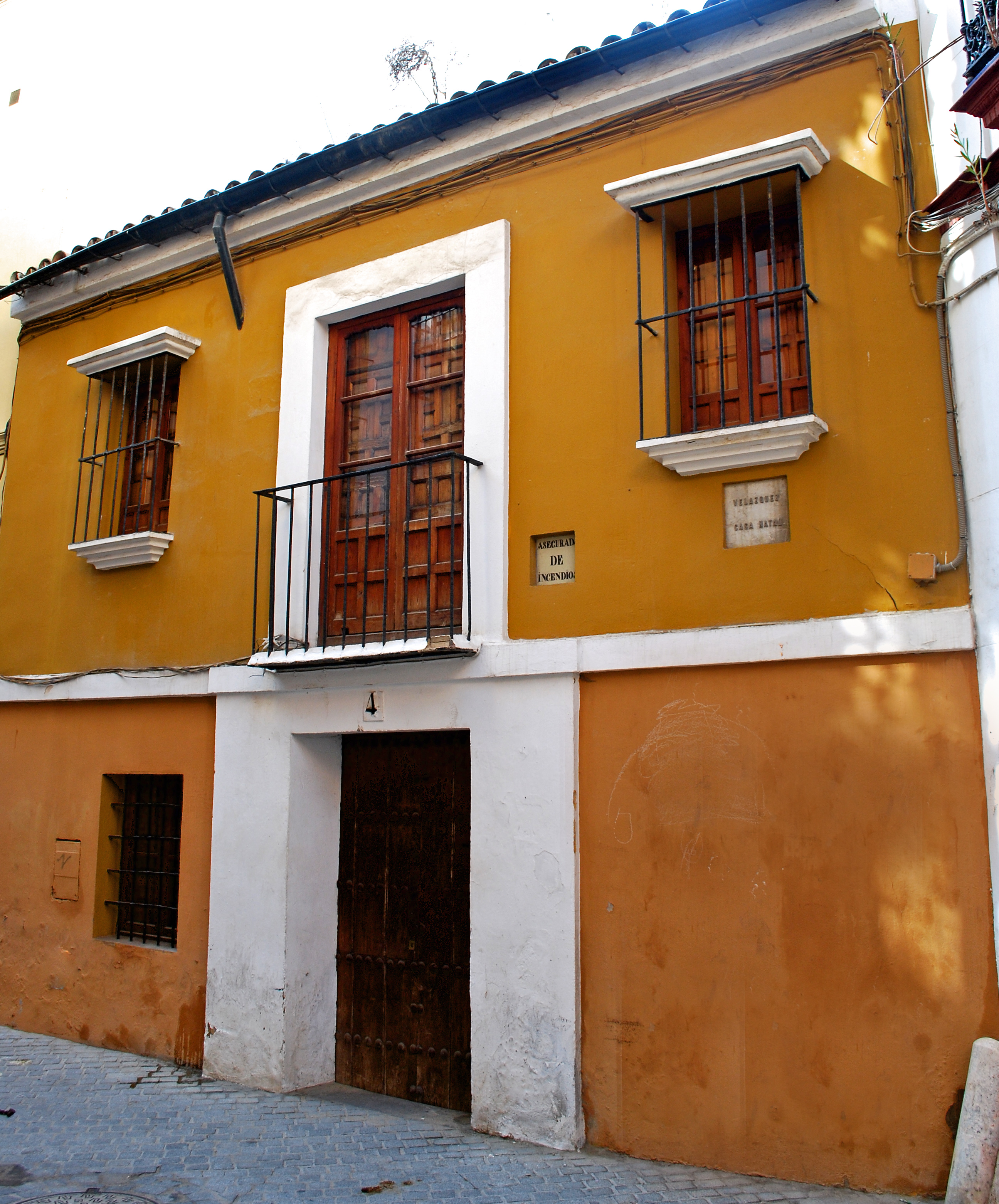
Sinh tại Velazquez ở Sevilla
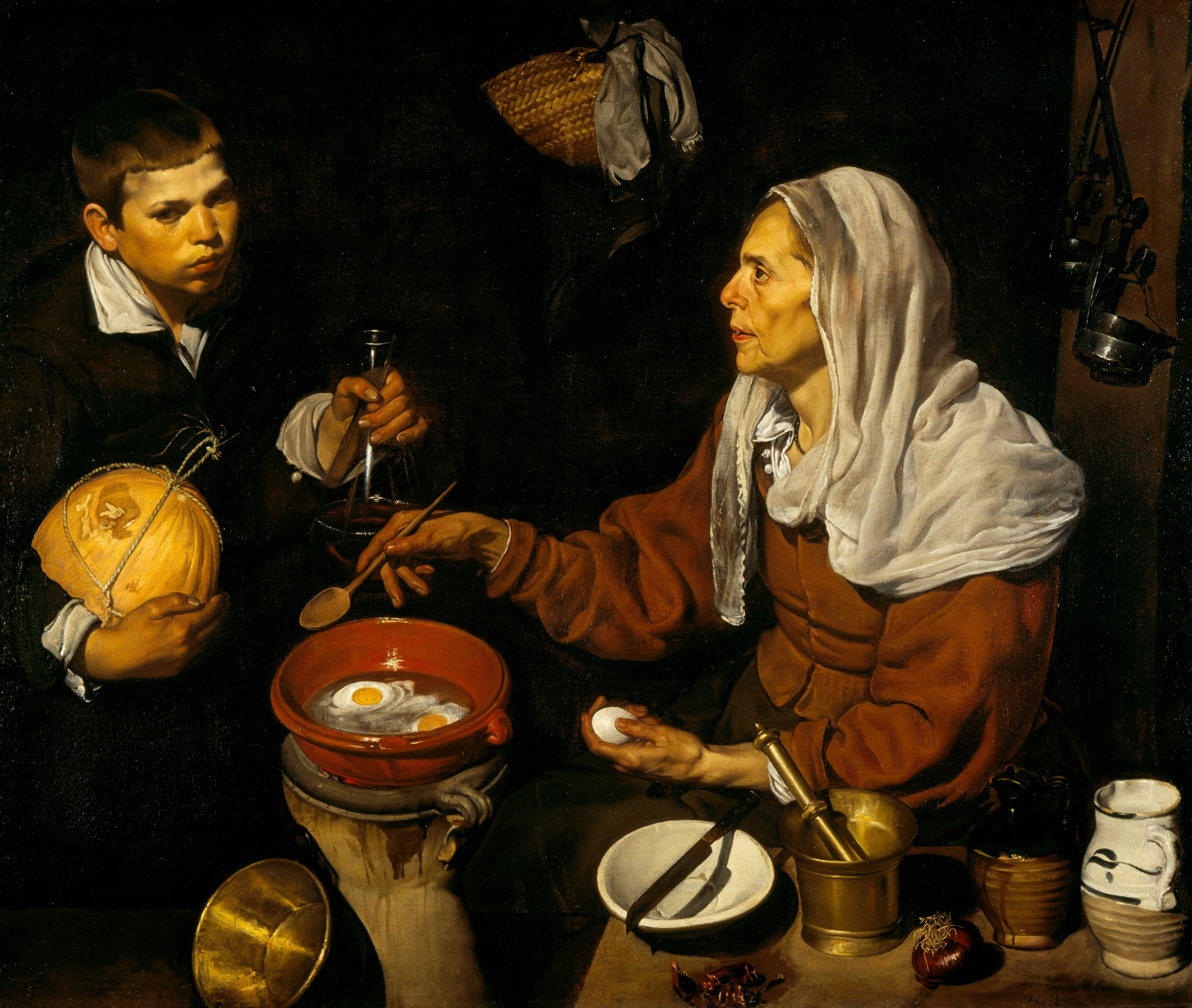
Vieja friendo huevos (1618, National Gallery of Scotland, Edinburgh.
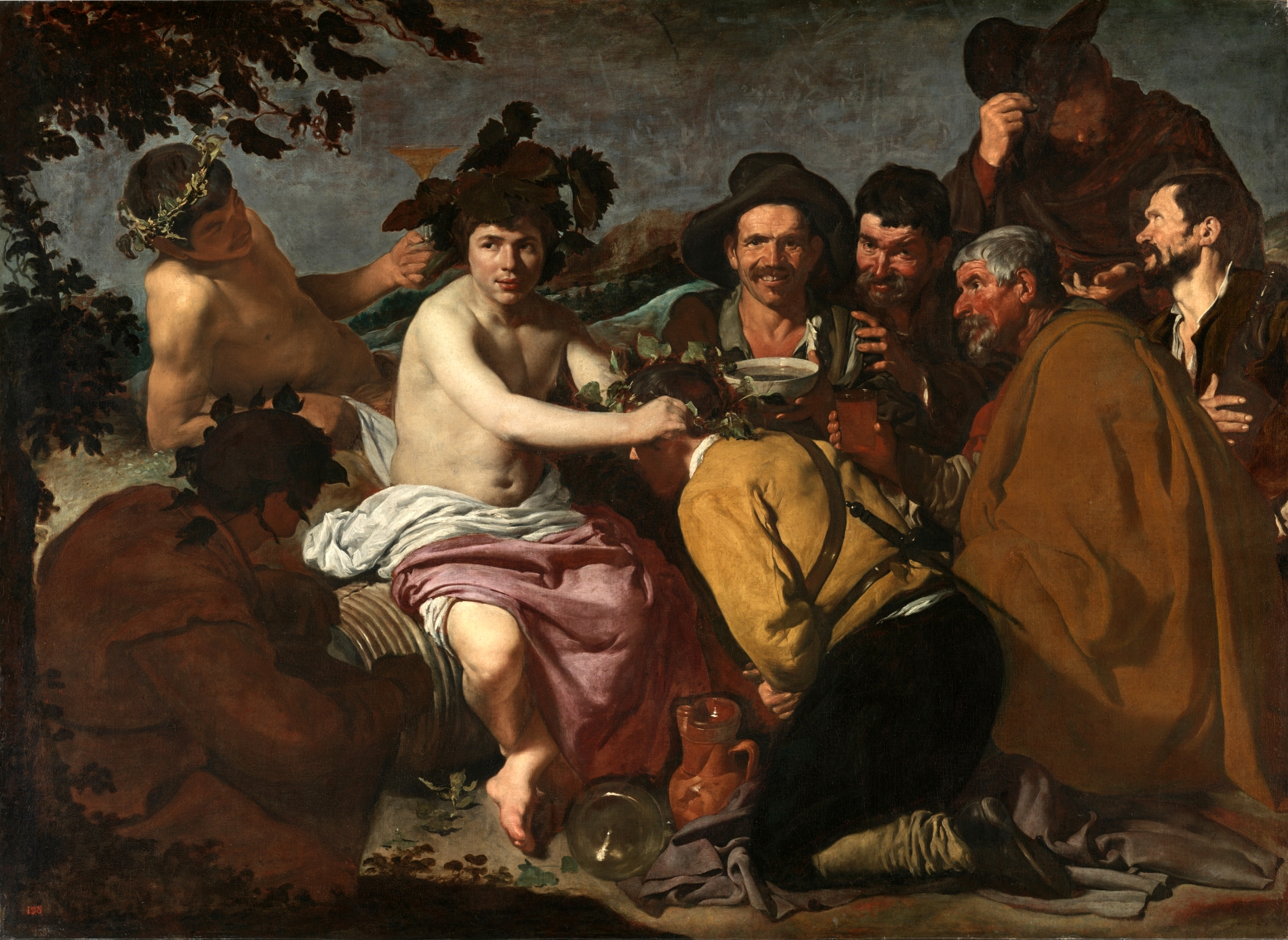
Los Borrachos (1629)
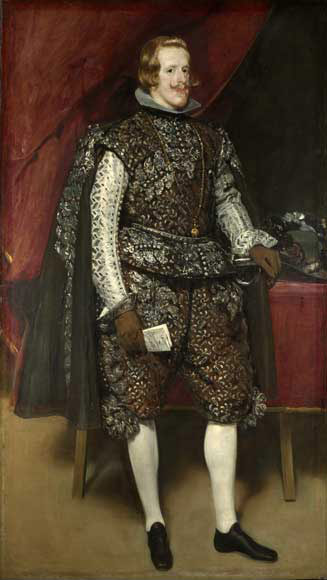
Philip IV in Brown and Silver, (1632)
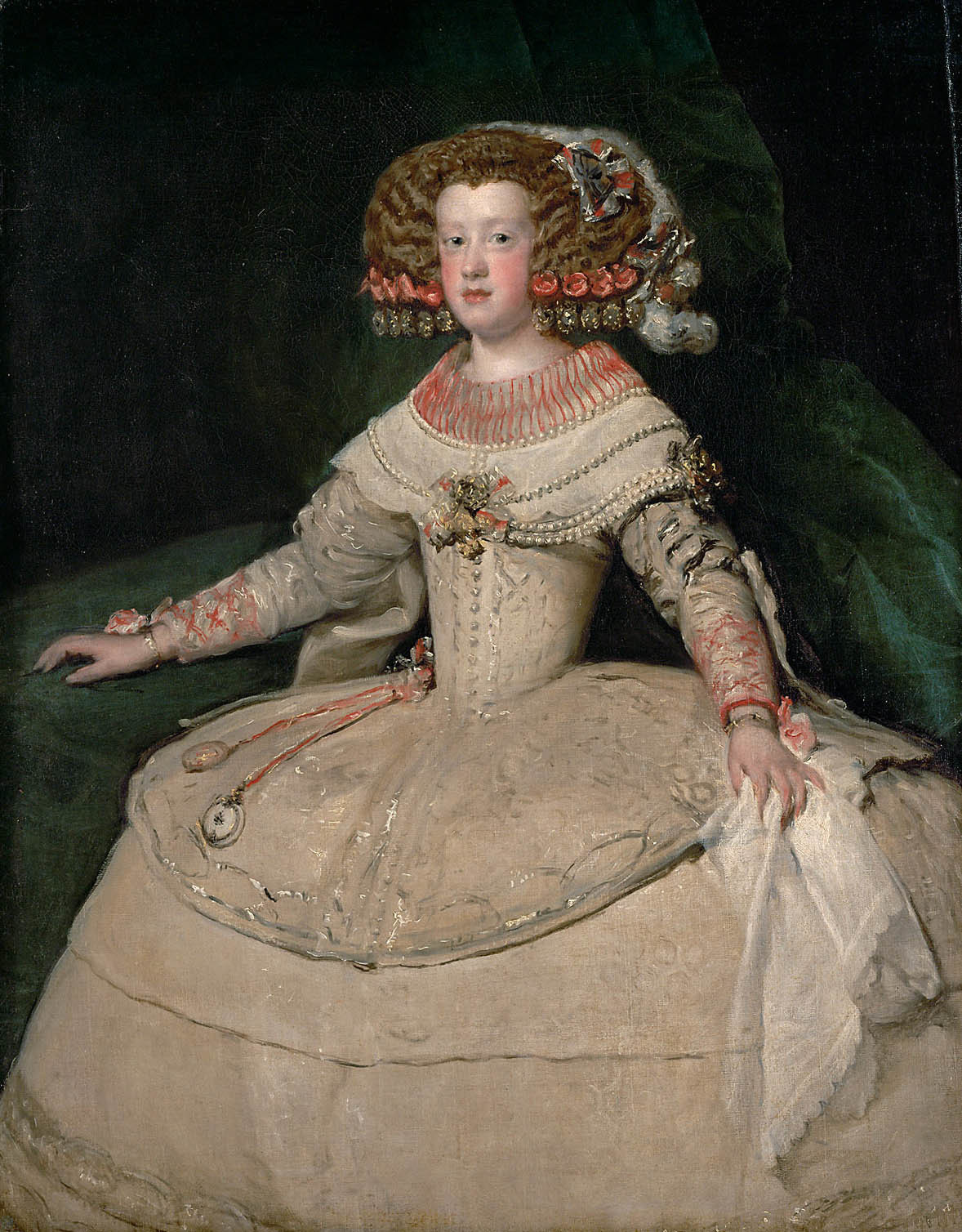
Portrait of the Infanta Maria Theresa of Spain, con gái Philip IV
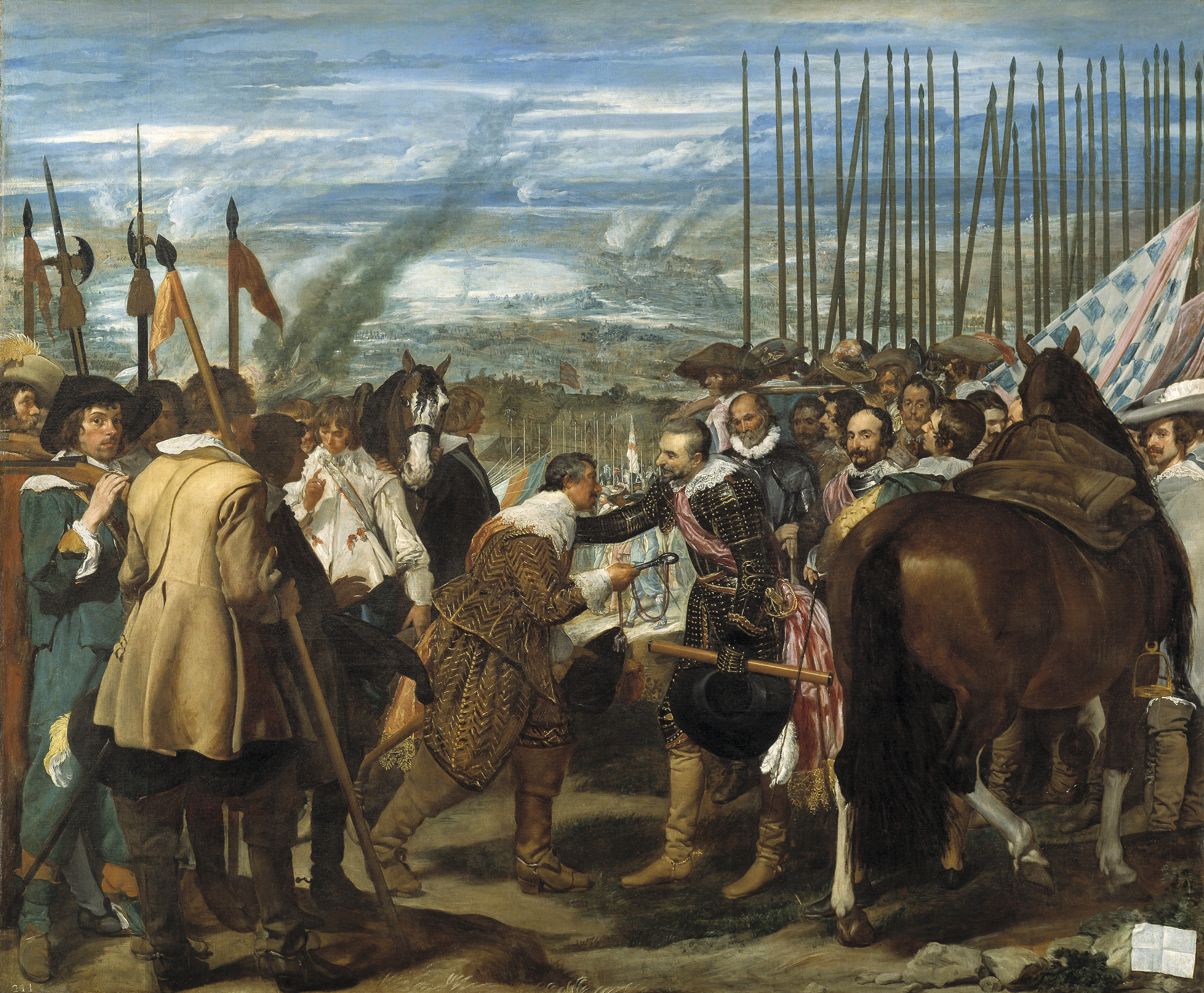
La rendición de Breda (1634-1635)
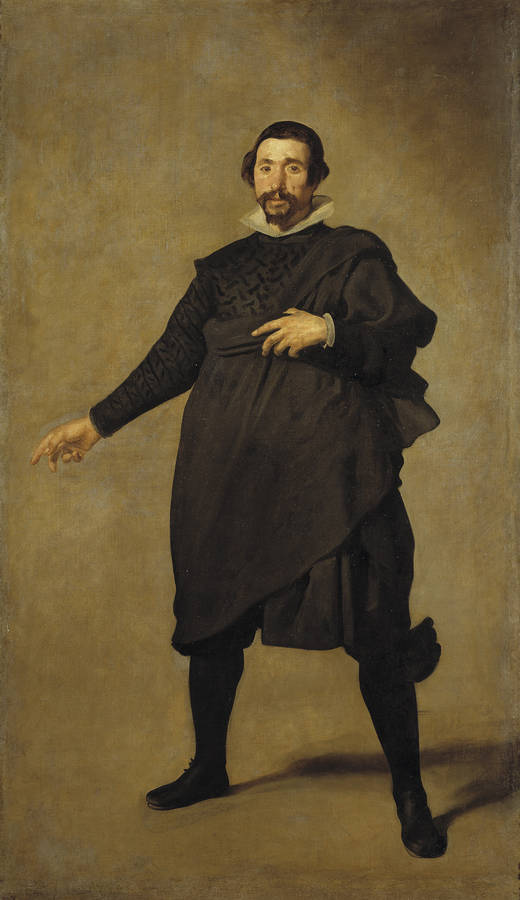
Portrait of Pablo de Valladolid, 1635]]
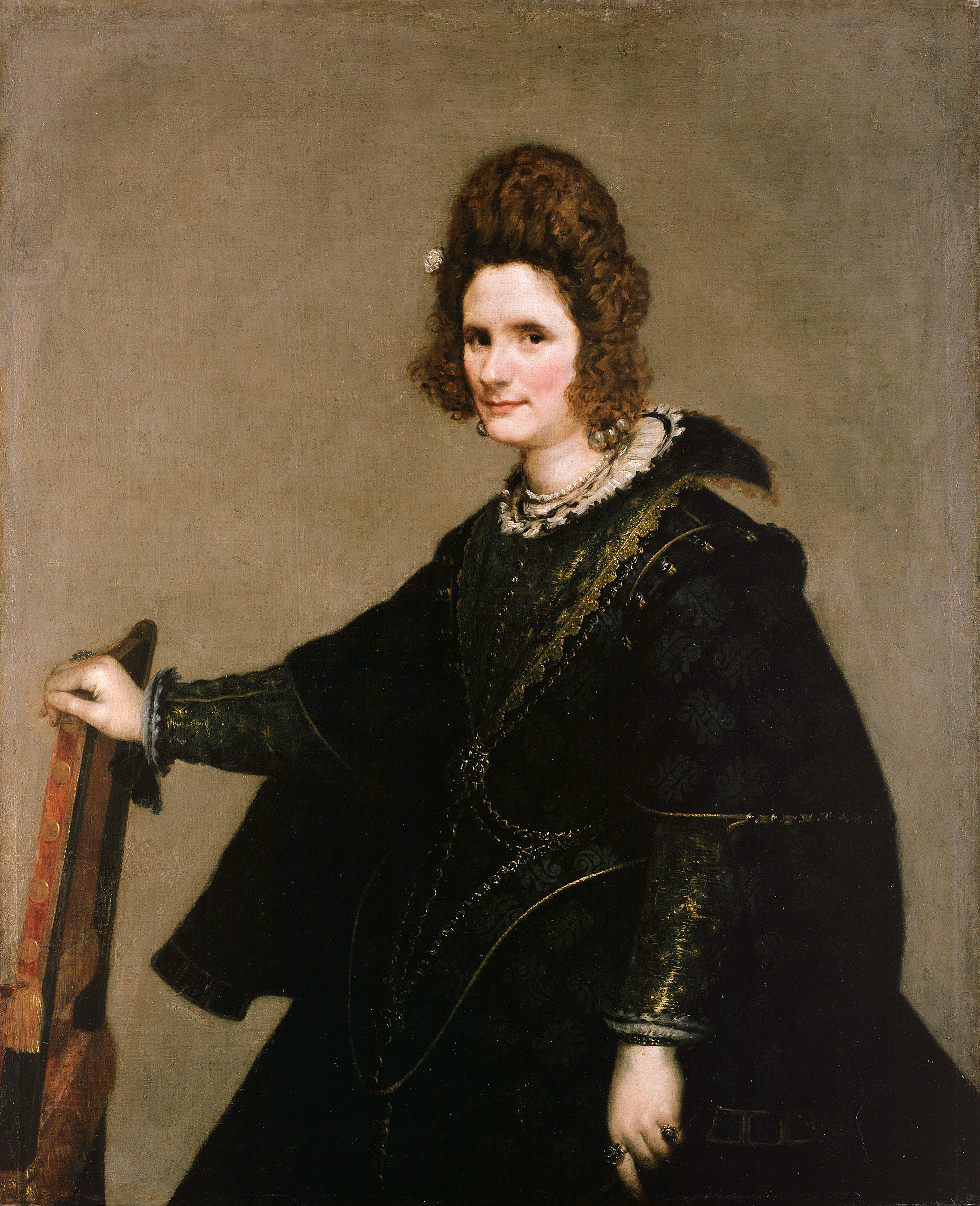
Lady from court, khoảng 1635
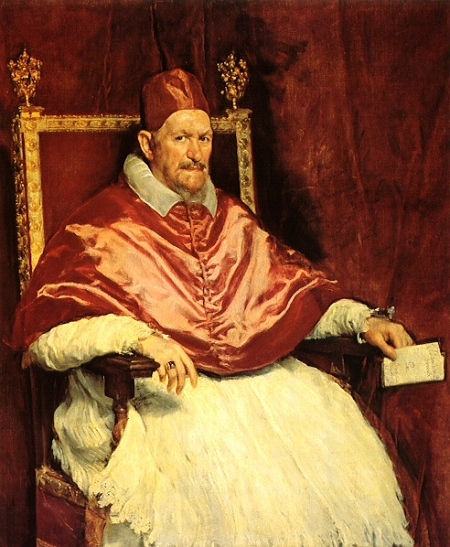
Portrait of Pope Innocent X, 1650